# Ceratina buscki
Ceratina buscki är en biart som beskrevs av Cockerell 1919. Ceratina buscki ingår i släktet märgbin, och familjen långtungebin. Inga underarter finns listade i Catalogue of Life.